# باشگاه فوتبال ماریهامن
باشگاه فوتبال ماریهامن (فنلاندی: IFK Mariehamn) یک باشگاه فوتبال در شهر ماریهامن، فنلاند است.
این باشگاه که در سال ۱۹۱۹ تأسیس شده سابقه یک قهرمانی در لیگ برتر فوتبال فنلاند را در کارنامه دارد